# Duel avec la mort
Pour plus de détails, voir Fiche technique et Distribution.
Duel avec la mort (titre original : (en allemand : Duell mit dem Tod) est un film autrichien réalisé par Paul May sorti en 1949.

## Synopsis
Au milieu de la Seconde Guerre mondiale, le professeur viennois Ernst Romberg enseigne la physique. Dans ses conférences, il ne cache pas qu'il méprise le régime nazi. Un jour, il est dénoncé, Romberg est enrôlé dans l'armée en 1942. Il apprend son exercice militaire dans une cour de caserne. Lorsqu'un camarade est condamné à mort pour avoir dépassé les dix jours de vacances et qu'un lieutenant accrocheur et fidèle au régime insulte Romberg devant la garnison rassemblée, l'universitaire abat le supérieur et s'enfuit le tribunal. Avec la Gestapo sur le dos, Romberg s'enfuit sans but et se retrouve pris dans un rafle des SS dans une gare. Dans la baraque du service SD, il peut prendre un uniforme de Hauptsturmführer. Maintenant, sa fuite semble moins dangereuse.
Le curé catholique de campagne Menhardt accueille temporairement Romberg et peut faire en sorte que Maria Romberg, qui est entre-temps placée en garde à vue, soit à nouveau libérée. Grâce à de faux timbres officiels, le déserteur Romberg devient le Standartenführer Immermann, qui, comme l'indiquent ses papiers, est sur la route "sur commande spéciale" avec un sceau officiel correspondant ("Reichssicherungshauptamt - Dept. IV"). L'uniforme de Romberg garantit que les gens se tiennent au garde-à-vous devant lui et ne continuent pas à le déranger avec des questions ennuyeuses. Au fil du temps, un groupe de résistants et de patriotes autrichiens se forme autour de Romberg, de sa femme et du père Menhardt. Ils libèrent les personnes partageant les mêmes idées, notamment les personnes importantes en danger, des prisons de la Gestapo, avertissent les Juifs de leur expulsion et les mettent enfin en sécurité.
Un jour se produit un incident tragique qui s'avérera désastreux pour Romberg après la fin de la guerre en 1945. Il rencontre l'imprimeur tchécoslovaque Franz Lang, qui produit secrètement et clandestinement des tracts la nuit. Un jour, Lang disparaît, et avec lui un sous-officier qui avait délivré de faux registres militaires au bureau d'enregistrement militaire. Sous le déguisement d'Oberführer Redwitz, Romberg récupère Lang au centre de contrôle SD d'Innsbruck et le libère d'un centre de détention. Lang poursuit son activité antinazie grâce à un carnet d'adresses. Mais apparemment, il a fait une erreur fatale ; Romberg et ses partisans lisent sur un avis officiel que « l'imprimeur de livres Franz Lang aurait été exécuté à Linz ». De toute évidence, Romberg a libéré le mauvais Lang, un maître tailleur qui avait été arrêté pour vente au marché au noir. Les hommes de Romberg ne connaissaient pas l'imprimeur Lang.
L'homonyme Franz Lang libéré est à nouveau poursuivi par la Gestapo. Romberg soupçonne le danger et, nolens volens, arrête le maître tailleur sous son nouveau déguisement de Sturmbannführer Busch. Lors d'un interrogatoire strict, Lang révèle tous les noms au faux SS. Lang est devenu un complice dangereux, mettant en danger toutes les futures activités souterraines. Lorsque la vraie Gestapo se présente enfin, un coup de feu est tiré. Romberg explique que Lang a été jugé. Après la guerre, à cause de cet incident, un tribunal militaire américain inculpe Romberg pour meurtre. L'audience du tribunal laisse passer en revue les plans d'action confus et à plusieurs niveaux dans de nombreux retours en arrière. Romberg se sent au moins moralement coupable et plaide coupable. Il témoigne : « Mes compagnons ont tort, Lang ne s'est pas suicidé, comme je leur ai dit à l'époque. L'objectif de mon groupe était de sauver des vies. » Romberg est acquitté. On reconnaît ses activités de résistance et aussi la situation extrême à laquelle il fut confronté. Le meurtre de Lang est vu comme un acte d'autodéfense afin de ne pas mettre en danger la résistance.

## Fiche technique
- Titre : Duel avec la mort
- Titre original : Duell mit dem Tod
- Réalisation : Paul May
- Scénario : Paul May, Georg Wilhelm Pabst
- Musique : Alfred Schneider
- Direction artistique : Otto Pischinger
- Photographie : Helmuth Ashley
- Producteur : Georg Wilhelm Pabst
- Société de production : Pabst-Kiba-Filmproduktionsgesellschaft
- Société de distribution : Union Film
- Pays d'origine :  Autriche
- Langue : allemand
- Format : Noir et blanc - 1,33:1 - Mono - 35 mm
- Genre : Drame
- Durée : 114 minutes
- Dates de sortie :
  -  Autriche : 2 décembre 1949.
  -  Allemagne de l'Ouest : 28 juillet 1950.
  -  France : 17 octobre 1951[1].
  -  Suède : 3 mars 1952.

## Distribution
- Rolf von Nauckhoff : Ernst Romberg
- Annelies Reinhold (de) : Maria Romberg
- Fritz Hintz-Fabricius : le père Menhardt
- Lutz Altschul (de) : le président de la cour
- Hans Dreßler : Hallmann, avocat de la défense
- Ernst Waldbrunn : Franz Lang, le tailleur
- Maria Eis : sa femme
- Erich Auer : Geisler
- Martin King : Ziegler
- Manfred Schuster : Beierle
- Hannes Schiel : SS-Standartenführer Rainer
- Josef Krastel (de) : Kaindl
- Emmerich Schrenk : SS-Sturmführer Dietz
- Otto Schmöle : le président de la cour martiale allemande

## Production
Duel avec la mort est réalisé au printemps 1949 dans les studios Rosenhügel à Vienne, avec des plans extérieurs de Vienne et des environs, ainsi que d'Aspern.
Il est présenté la première fois au Festival international du film de Locarno le 15 juillet 1949.